# Ісаяс (ураган, 2020)
Ураган Ісаяс (англ. Hurricane Isaias) – руйнівний ураган 1 категорії, який завдав значної шкоди по всьому Карибському басейну і східному узбережжю Сполучених Штатів, а також породжуючи велику кількість торнадо, викликаний циклонами після урагану Ріта в 2005 році.
Ісаяс оновив дату ставши раннім названим штормом, перевершивши Ураган Айрін 2005 року на вісім днів. Наступного дня Ісаяс перетворився на ураган 1 категорії. Збитки від урагану Ісаяс сягнули 4 мільярдів доларів.

## Метеорологічна історія
23 липня Національний центр ураганів почав відстежувати енергійну тропічну хвилю біля західного узбережжя Африки. Хвиля поступово впорядковувалася і стала краще визначатися, розвиваючи широку область низького тиску.  Хоча шторм був широким і неорганізованим, конвекція продовжувала зростати над системою, і система отримала силу вітрів 28 липня.  Хоча системі все ще не вистачало чітко визначеного центру, його вітри тропічних штормів і неминуча загроза тропічний циклогенез на сухопутних територіях спонукав його позначити як потенційний тропічний циклон дев'ять о 15:00 UTC 28 липня. Система перемістилася 29 липня на південь від Домініки, а наступного дня о 03:00 UTC система організувалась достатньо, щоб стати тропічним штормом.  Коли утворився тропічний шторм Ісайя, він став першим дев'ятим названим штормом, який побив рекорд урагану Айріе в 2005 році за вісім днів. Ісайя продовжував зміцнюватися після досягнення статусу тропічної бурі, 30-хвилинний вітер, що досягав 60 миль на годину (95 км / год), 30 липня під час виходу на сушу на південному узбережжі Домініканської Республіки. На відміну від прогнозів метеорологів, гірський ландшафт Гіспаніоли не послабив шторм, оскільки система мала широку циркуляцію і розробила новий центр низького тиску на північ острова, зберігаючи тим самим свою інтенсивність.  На початку наступного дня мисливці за ураганами несподівано виявили, що Ісайя посилився, досягнувши початкової пікової інтенсивності, як ураган 1 категорії з вітрами 80 миль на годину (130 км / год) та тиском 990 мбар (29,23 дюйма). Помірний до сильного зсуву вітру на південно-західному повітрі та захоплення сухого повітря почали впливати на шторм через кілька годин, внаслідок чого центр низького рівня виявився біля західного краю конвекції.  Пізніше того вечора, дані іншого розвідувального літака «Ураган», підтвердили нижчий мінімальний центральний тиск 987 мбар. Після цього шторм зміцнився і отримав свою другу пікову інтенсивність з вітрами 85 миль на годину (137 км / год), незважаючи на дещо нерівний вигляд. 1 серпня о 15:00 UTC Ісайя здійснив вихід на узбережжя  на острів Багамських островів Північний Андрос, дещо слабкіші 80 миль на годину (130 км / год). Взаємодія із землею, а також тривалий вплив зсуву вітру та сухого повітря продовжувала послаблювати систему, і вона опустилася нижче сили урагану о 21:00 UTC, коли її центр став повністю позбавлений конвекції, хоча незабаром великий центр конвекції утворився над центром після того, як він перемістився назад над водою.

## Підготовка

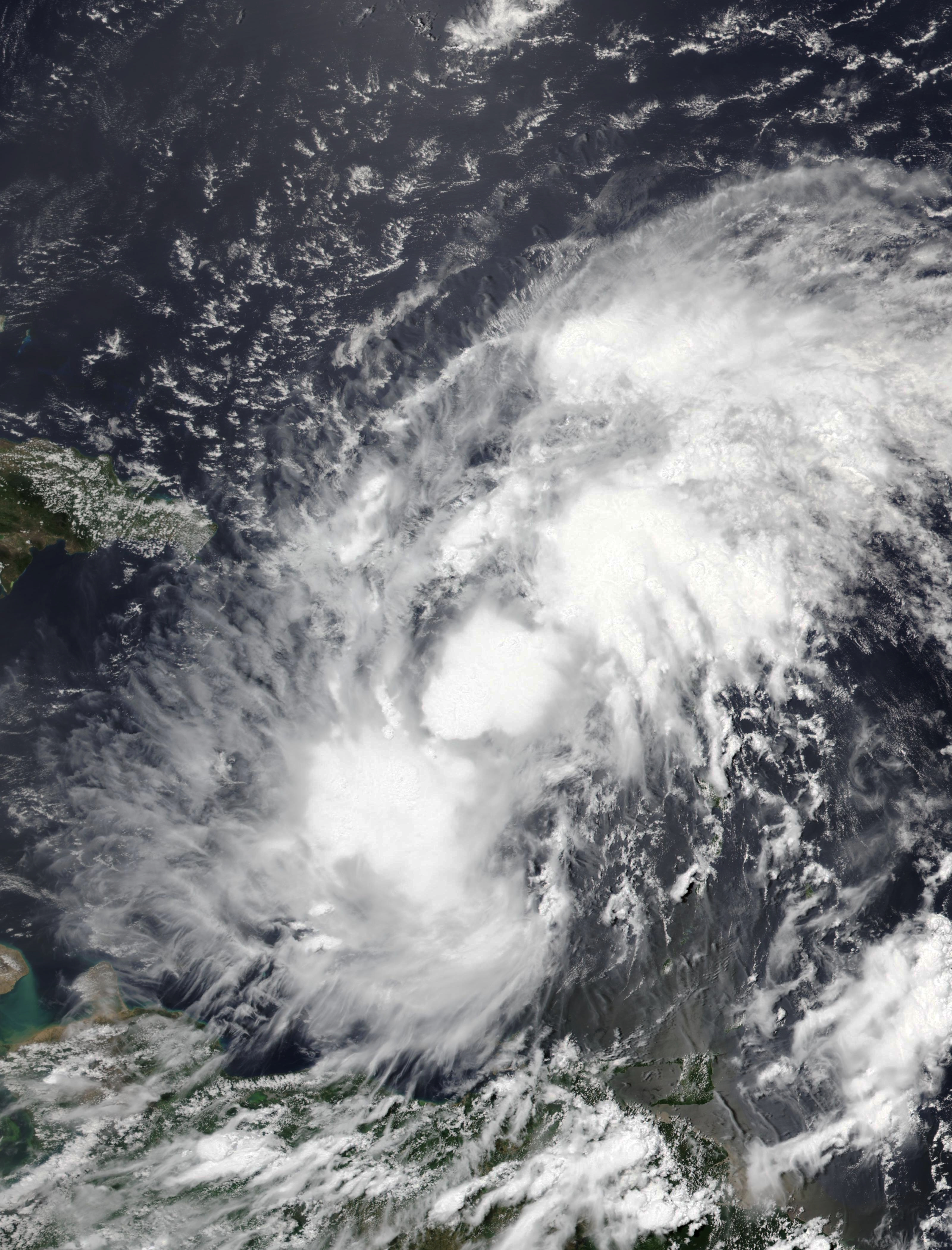
Потенційний тропічний шторм 9, Підвітряні острови 29 липня.

### Навітряні острови
Для районів на шляху Ісаїї було видано численні штормові попередження. Перші  попередження про тропічний шторм були для Пуерто-Рико, Віргінських островів Підвітряні острови,  Домініканської Республіки та Гаїті, коли система була призначена для потенційного тропічного циклону 9.

### Багамські острови
З наближенням та зміцненням системи попередження щодо урагану були опубліковані для Північно-Західних Багам о 00:00 UTC 31 липня. Раптовий перехід до статусу урагану призвів до того, що всі попередження на Багамах змінилися на  попередження про ураган о 03:40 UTC. Люди, що живуть на островах Абако та Великий Багам, були евакуйовані перед бурею. Багато громадян все ще мешкали у тимчасових спорудах через шкоду, заподіяну ураганом Доріан рік тому в 2019 році. Багато споруд були слабкими і їх можна було легко знищити  вітрами тропічних штормів та ураганів.  Уряд Багамських островів скасував установку COVID-19 для боротьби з вірусом перед бурею, щоб люди могли вільно їздити у безпечніші місця. Притулки були відкриті на більших островах, а люди  менш населених островах потребували подорожі, щоб дістатися до притулку. Енергія та світло Багамських островів відключають електроенергію в районах, що мають високий ризик затоплення на Новому Провіденті, найбільш населеному острові Багамських островів, поки не було безпечно перезаряджатися енергією.

### США
В очікуванні шторму штат Флорида 30 липня закрив випробувальні майданчики COVID-19 через потенційні наслідки Ісаяса.  Наступного дня губернатор штату Флорида Рон Десантіс оголосив надзвичайний стан для східного узбережжя Флориди напередодні Ісаїї.
31 липня губернатор Північної Кароліни Рой Купер оголосив надзвичайний стан перед бурею. Цього ж дня було проведено обов'язкову евакуацію острова Окракок, штат Північна Кароліна.

## Наслідки

### Кариби
Більшість островів Карибського басейну страждали від помірних до суворих умов посухи від незвично сухої весни та початку літа. Посуха була особливо сильною в Пуерто-Рико та Домініканській Республіці; губернатор Пуерто-Рико в кінці червня оголосив надзвичайний стан і розпорядився нормувати норму води, піддаючи жителів у постраждалих районах щоденні відключення води через день. Сильний дощ від Ісая та його попередник збурення полегшив посуху в багатьох районах Карибського басейну.

### Навітряні острови
Ураган Ісая приніс шквальні дощі та вітер на Навітряні острови. Дощ максимуму становив 8,0 см у містечку Солсбері на острові Домініка. У Пуерто-Рико близько 448 000 людей та 23 лікарні втратили електроенергію, а близько 150 000 клієнтів втратили водопостачання через втрату світла. Все місто Яуко та дороги, що вели до міста, були або затоплені, або перекриті поваленими деревами.  У багатьох навколишніх містах на сході Пуерто-Рико також не було питної води та електроенергії через відсутність доступу до районів. Жінку впала в річку місто Рінкон, Пуерто-Рико, коли вона переходила міст в сильний дощ; через два дні її знайшли мертвою. Через великий збиток президент Дональд Трамп схвалив заяву про надзвичайну декларацію від губернатора Пуерто-Рико Ванди Васкес Гарсед.
Одна людина була вбита в провінції Ель-Сейбо, в Домініканській Республіці, коли лінія електропередач впала на коня в кількох футах від нього, вбивши його та тварину.  5-річний хлопчик також був убитий, коли дерево впало і зруйнувало його будинок в Альтамірі в провінції Пуерто-Плата.  Повідомлялося про широкв повені в місті Хато-дель-Рей, містечку що має 70 000 жителів.
На Багамських островах Ісайя пошкодив дахи та повиривав дерева, коли був біля Багамських островів з 31 липня по 1 серпня, вразивши деякі райони, які ще не відновилися після спустошення після  Урагану Доріан роком раніше. У соціальних мережах з’явилося багато повідомлень про вітри тропічних штормів та сильний дощ від шторму